# William Walker (legosoldat)
William Walker, född 8 maj 1824 i Nashville, Tennessee, avrättad 12 september 1860 i Honduras, var en amerikansk äventyrare och legosoldat.
Walker studerade medicin och juridik och var därefter tidningsredaktör i New Orleans och San Francisco. 1853 gjorde han med en grupp äventyrare en expedition till Nedre Kalifornien och Sonora för att erövra dessa områden från Mexiko, men måste 1854 på grund av livsmedelsbrist och anfall från mexikanska trupper uppge företaget. Han åtalades i San Francisco för neutralitetsbrott, men blev frikänd.
1855 och följande år blandade han sig in i Nicaraguas inre strider, steg där upp först till arméns överbefälhavare, sedan till president (1856), men besegrades av en centralamerikansk trestatsallians (1857) och föll vid ett försök att återvända till Centralamerika i händerna på myndigheterna i Honduras, som lät skjuta honom. Han författade The War in Nicaragua (1860).